# Route 27 (Colombie-Britannique)
La Route 27 est une route de 61 km (38 mi) dans le district régional de Bulkley-Nechako. Ouverte en 1967, elle offre un lien entre Vanderhoof, sur la route 16, et Fort St. James, sur la rive sud du Lac Stuart. La route 27 est une route à deux voies sur laquelle la faune pose un risque accru aux automobilistes l'empruntant.

## Intersections majeures
| District régional | Ville          | km    | Destinations                         | Notes |
| ----------------- | -------------- | ----- | ------------------------------------ | ----- |
| Bulkley-Nechako   | Vanderhoof     | 0,00  | BC-16 – Prince Rupert, Prince George |       |
| Bulkley-Nechako   | Fort St. James | 61,14 | Tachie Road / Takla Road             |       |
|                   |                |       |                                      |       |